# 운펜트펜튬
운펜트펜튬(Unpentpentium)은 아직 미발견된 원소의 이름으로 원소 기호 Upp, 원자 번호는 155번이다. 에카-더브늄으로 불리기도 한다.
알버트 카잔(Albert Khazan)은 이제까지 발견된 원소와 그 상관관계를 수학적으로 조합한 결과, 155번 원소가 원소의 끝이라고 생각해
155번 원소를 '카자늄'이라고 명명하기도 한다.

## 같이 보기
- 체계적 원소 이름